# Acropora austera

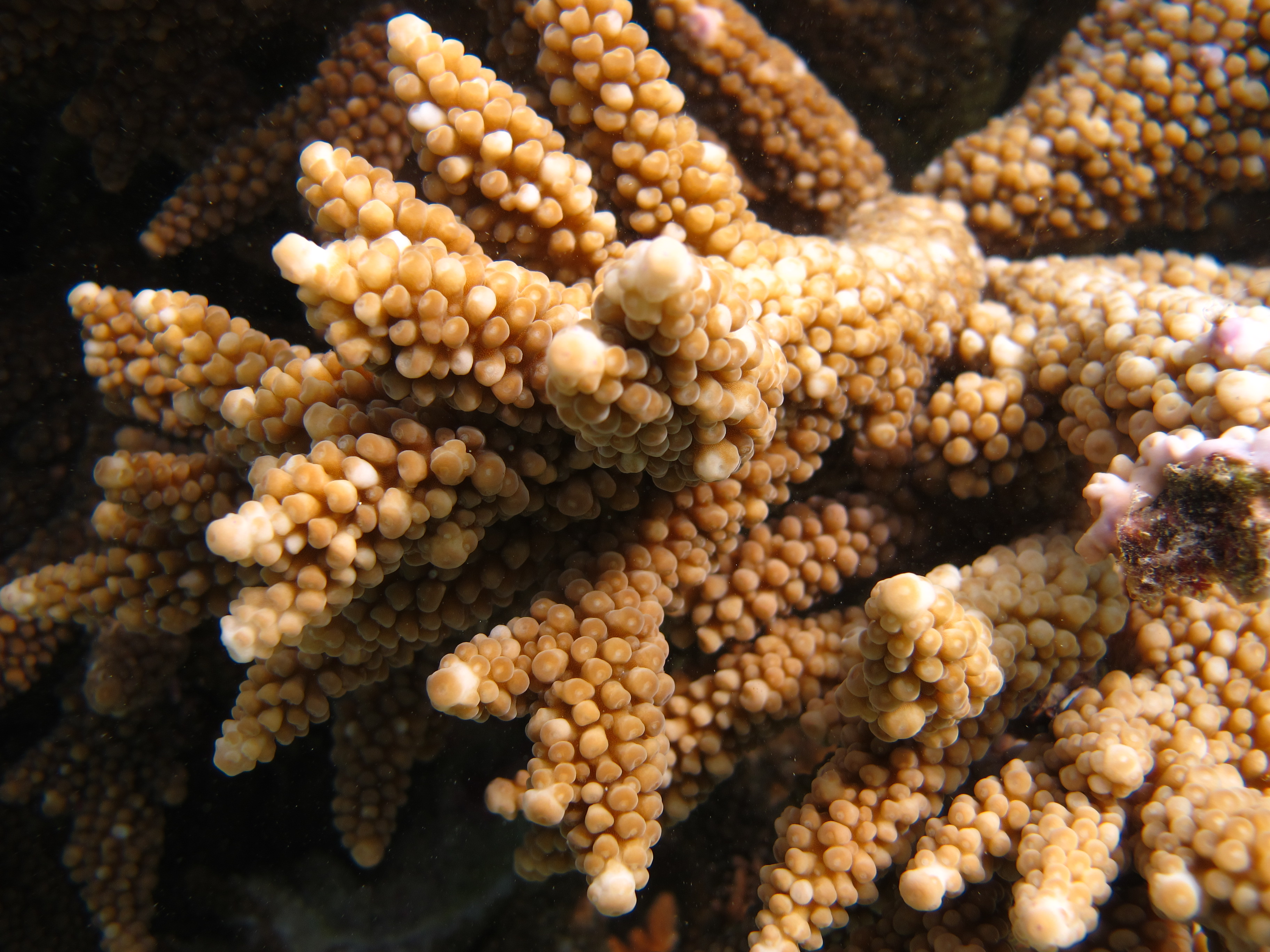
Ramas de A. austera, mostrando diferentes tamaños de coralitos, en Maldivas

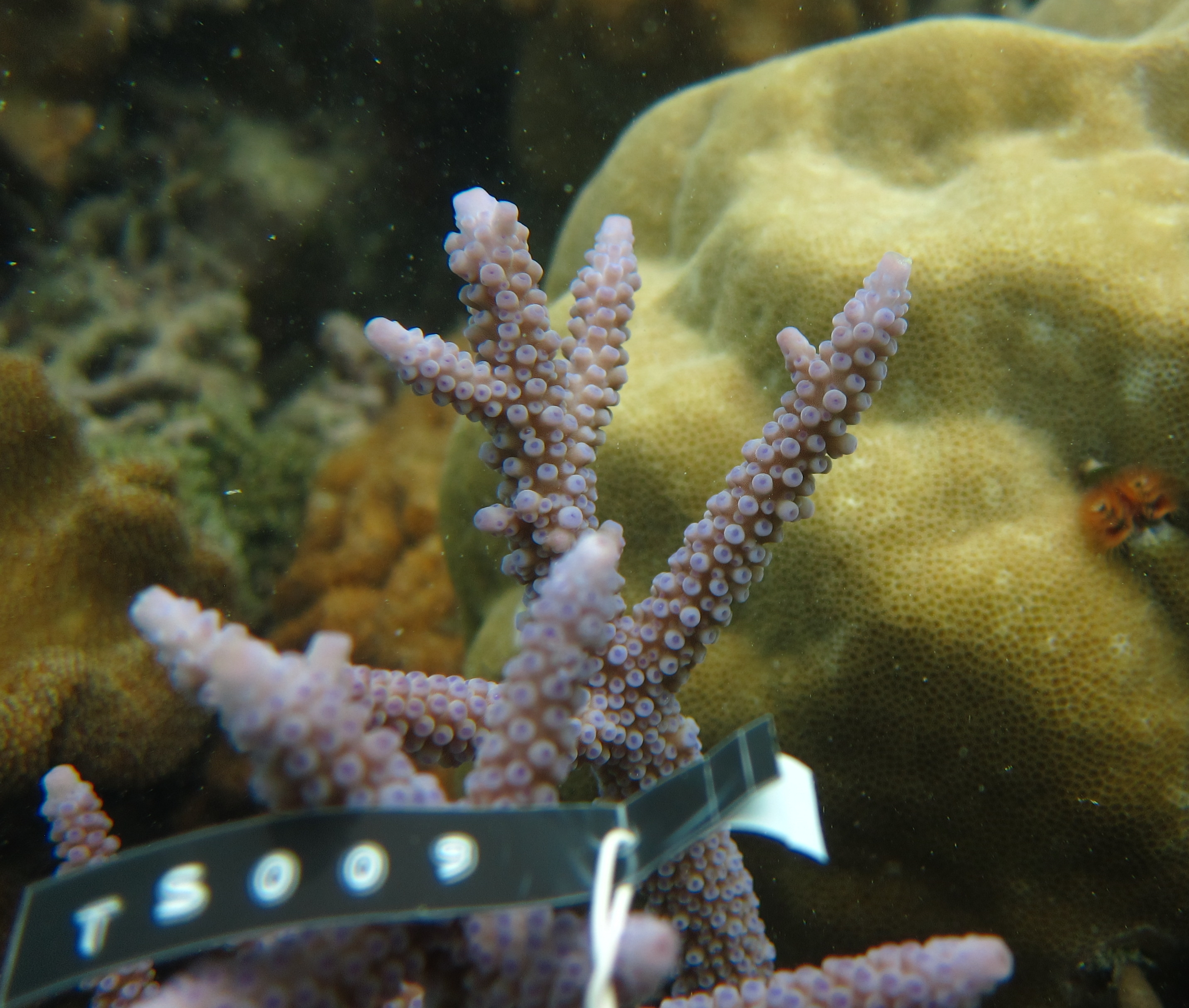
Ramas de A. austera mostrando coralitos, en isla Aureed, Estrecho de Torres, Australia

Acropora austera es una especie de coral que pertenece a la familia Acroporidae, orden Scleractinia. 
Su esqueleto es macizo y está compuesto de carbonato cálcico. Tras la muerte del coral, su esqueleto contribuye a la generación de nuevos arrecifes en la naturaleza, debido a que la acción del CO2 convierte muy lentamente su esqueleto en bicarbonato cálcico, sustancia ésta asimilable directamente por las colonias coralinas.
Es una especie muy común y ampliamente distribuida en el Indo-Pacífico tropical. Se comercializa en el mercado de acuariofilia.

## Morfología
La colonia crece en forma arborescente, a menudo con ramas principales muy fusionadas. En ocasiones forman conjuntos de colonias de varios metros de ancho. La ramificación es irregular. Las sub-ramas son numerosas, irregulares en tamaño y cónicas. Los coralitos axiales tienen gruesos muros, pero con pequeñas aberturas, el diámetro externo es de 2,4-3,8 mm, y el interno de 1,0-1,5 mm. Los coralitos radiales son redondeados-tubulares y de diversos tamaños, en ocasiones, están dispuestos en hileras; los mayores se proyectan hacia afuera con amplios cálices cuadrangulares. El coenosteum, o parte común del esqueleto colonial, está densamente reticulado en los espacios entre coralitos con diminutas espinas elaboradas.
A. austera presenta los siguientes colores: marrón pálido, crema, amarillo, azul, gris, púrpura o lavanda.

## Hábitat y comportamiento
Ocurren en casi todos los hábitats superficiales de los arrecifes de coral, especialmente en lugares expuestos a turbulencias. En emplazamientos submareales, laderas superiores de arrecifes exteriores y lagunas.
Su rango de profundidad es de 0,5 a 20 m,

## Distribución geográfica
Se distribuyen en aguas tropicales del océano Indo-Pacífico, incluido el mar Rojo, desde las costas orientales de África, hasta el Pacífico central-este, en la isla de Pitcairn. 
Es especie nativa de Arabia Saudí; Australia; Birmania; Camboya; Chagos; Comoros; islas Cook; Egipto; Eritrea; Filipinas; Fiyi; Guam; India; Indonesia; Israel; Japón; Jordania; Kiribati; Madagascar; Malasia; Maldivas; Islas Marshall; Mauritius; Mayotte; Micronesia; Mozambique; Nauru; Nueva Caledonia; Niue; Palaos; Papúa Nueva Guinea; Polinesia Francesa; Pitcairn; Reunión; Islas Salomón; Samoa; Samoa Americana; Seychelles; Singapur; Sri Lanka; Sudáfrica; Sudán; Tailandia; Taiwán (China); Tokelau; Tonga; Tuvalu; Vanuatu; Vietnam; Wallis y Futuna; Yemen y Yibuti.

## Alimentación
Los pólipos contienen algas simbióticas llamadas zooxantelas. Las algas realizan la fotosíntesis produciendo oxígeno y azúcares, que son aprovechados por los pólipos, y se alimentan de los catabolitos del coral (especialmente fósforo y nitrógeno). Esto les proporciona entre el 75 y el 95 % de sus necesidades alimenticias. El resto lo obtienen atrapando plancton microscópico y materia orgánica disuelta en el agua.

## Reproducción
Se reproducen asexualmente mediante gemación y por fragmentación, siendo este último el modo de reproducción cuando las ramas de las colonias se rompen debido a los temporales, y sus fragmentos originan nuevas colonias. 
Sexualmente son hermafroditas simultáneos, lo que quiere decir que las colonias generan gametos masculinos y femeninos, lanzando simultáneamente al exterior sus células sexuales, siendo por tanto la fecundación externa. El desove masivo de las colonias ocurre en verano, durante tres noches, dependiendo de la fase lunar. El tamaño de la colonia no influye en el número de huevos o esperma por pólipo, ni en la cantidad de testículos por pólipo.
Los huevos una vez en el exterior, permanecen a la deriva arrastrados por las corrientes varios días. En su interior contienen agentes bloqueantes de radiación ultravioleta para protegerles durante su fase planctónica.
Más tarde se forma una larva plánula que, tras deambular por la columna de agua marina, y, según estudios de biología marina, en un porcentaje de supervivencia que oscila entre el 18 y el 25 %, debido a factores físicos, como el viento, el oleaje o la salinidad, y biológicos, como la abundancia de predadores, cae al fondo, se adhiere a él y comienza su vida sésil. Entre el asentamiento y las larvas recién asentadas la mortalidad es muy alta. Una vez asentadas, las larvas se metamorfosean a pólipo, secretando carbonato cálcico para conformar un esqueleto, o coralito. 
Posteriormente, forman la colonia mediante la división de los pólipos por gemación.

## Mantenimiento en cautividad
Como norma, las Acroporas son difíciles de mantener en cautividad.  
Una luz más bien alta satisfará a la mayoría de las colonias aclimatadas al acuario. La corriente deberá ser fuerte y alterna.
Es una especie poco agresiva con otros corales. Su rápido crecimiento en comparación con otras especies le ayuda a conseguir espacio y garantizar el acceso a la luz.
Se debe añadir micro plancton u otros preparados para animales filtradores, adaptados a sus pequeños pólipos.
Con independencia del resto de niveles de los parámetros comunes del acuario marino: salinidad, calcio, magnesio, dureza, etc., hay que mantener los fosfatos a cero y los nitratos a menos de 20 ppm. Algunos autores, con independencia de añadir oligoelementos (yodo, hierro, manganeso, etc.), recomiendan aditar estroncio hasta mantener un nivel de 10 ppm.
Se recomienda cambios de agua semanales del 5 % del volumen del acuario.
No se debe mantener en el mismo acuario junto a especies de Sinularia, ya que liberan terpinas (hidrocarburos) al agua que dañarán a la Acropora.

## Galería

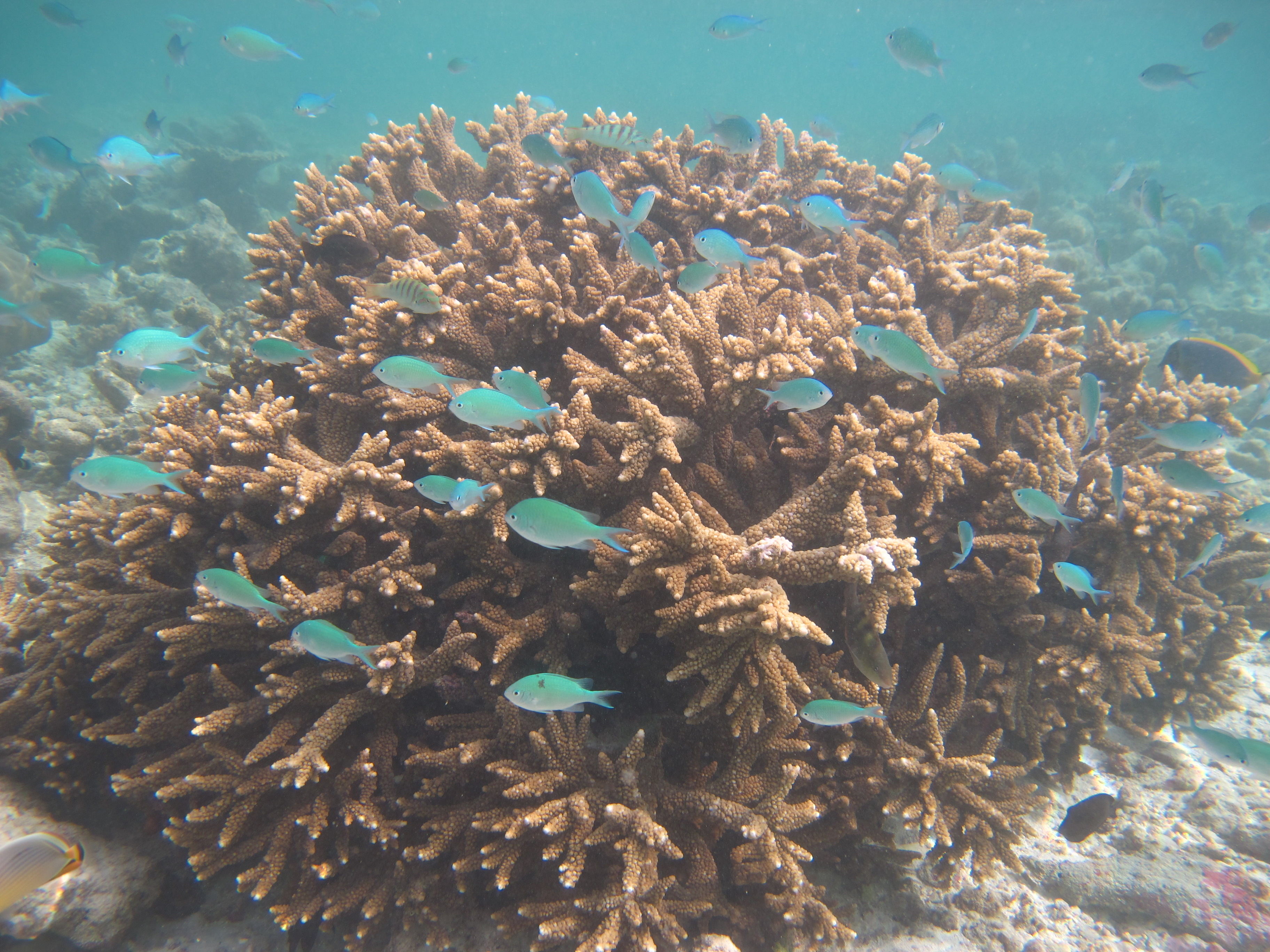
Colonia de A. austera en Maldivas
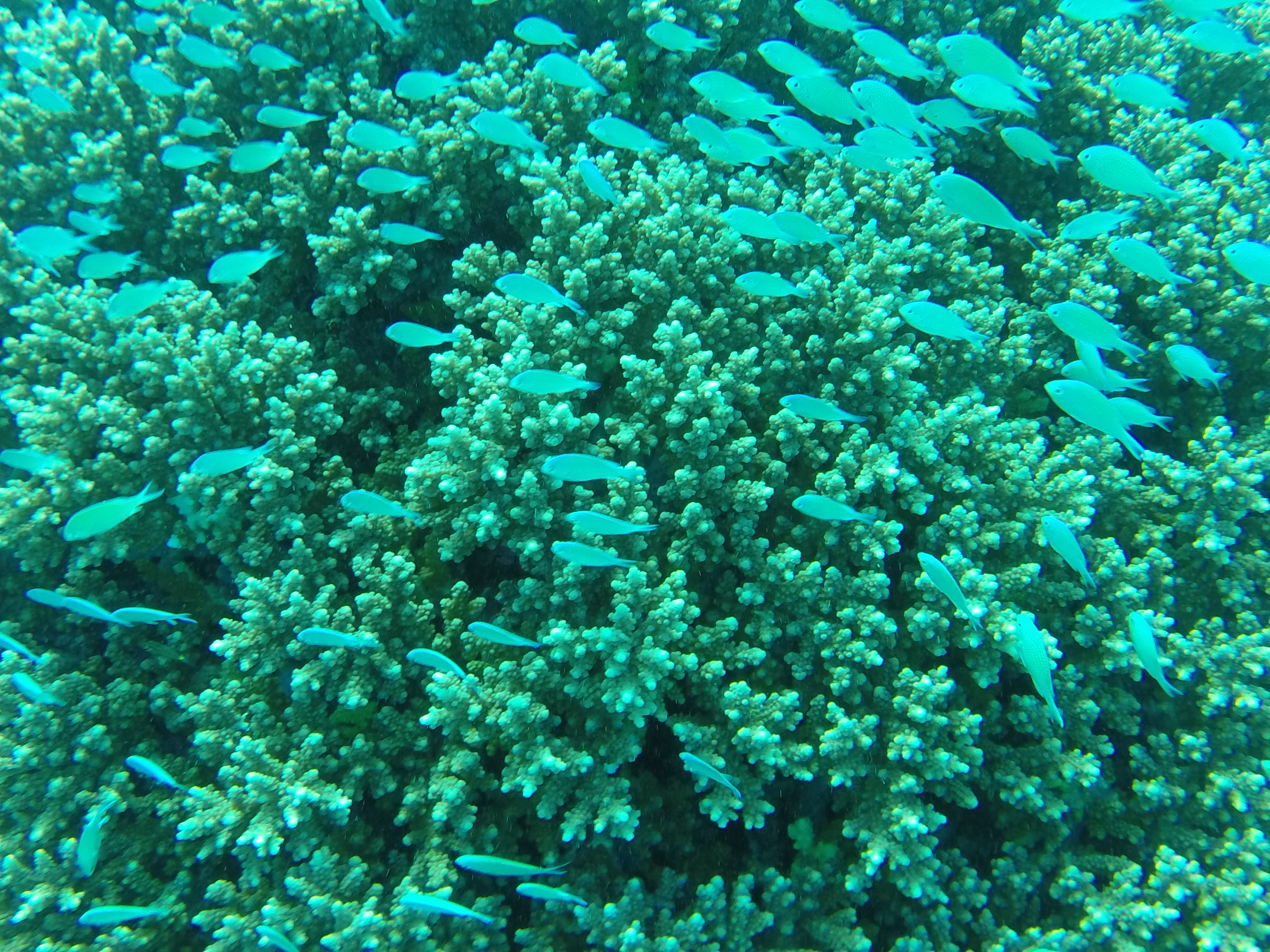
"Escuela" de Chromis viridis sobre colonias de A. austera, en Maldivas
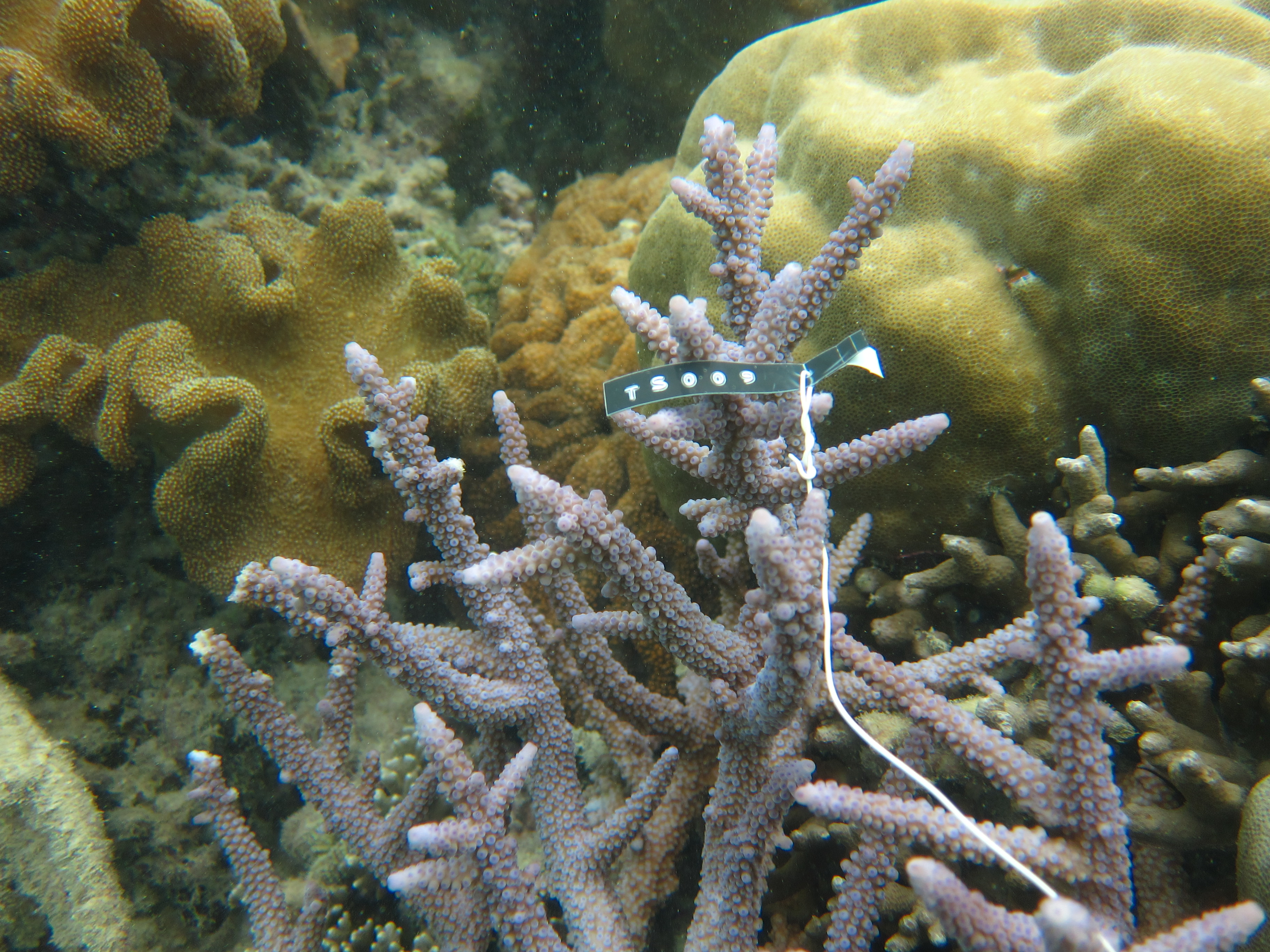
Colonia de A. austera en la isla de Aureed, Estrecho de Torres, Australia
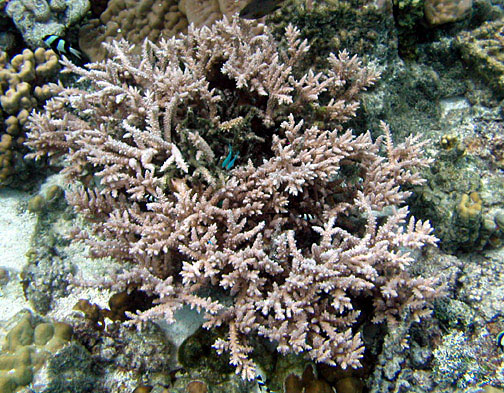
Colonia de A. austera en el Parque nacional de Samoa Americana

## Amenazas
Las amenazas incluyen: enfermedades como el blanqueo de coral; la depredación, principalmente a cargo de la estrella de mar "corona de espinas" (Acanthaster planci), que tiene preferencia por las especies de coral Acropora; el cambio climático; los daños de tormentas; la sobre-pesca; el turismo sin control, y la actividad humana. Todos estos factores han creado un efecto sinérgico que disminuye en gran medida la supervivencia y el éxito reproductivo del coral. La recuperación natural de los corales es un proceso lento, y se dificulta porque hay muchos inhibidores que influyen en su supervivencia.

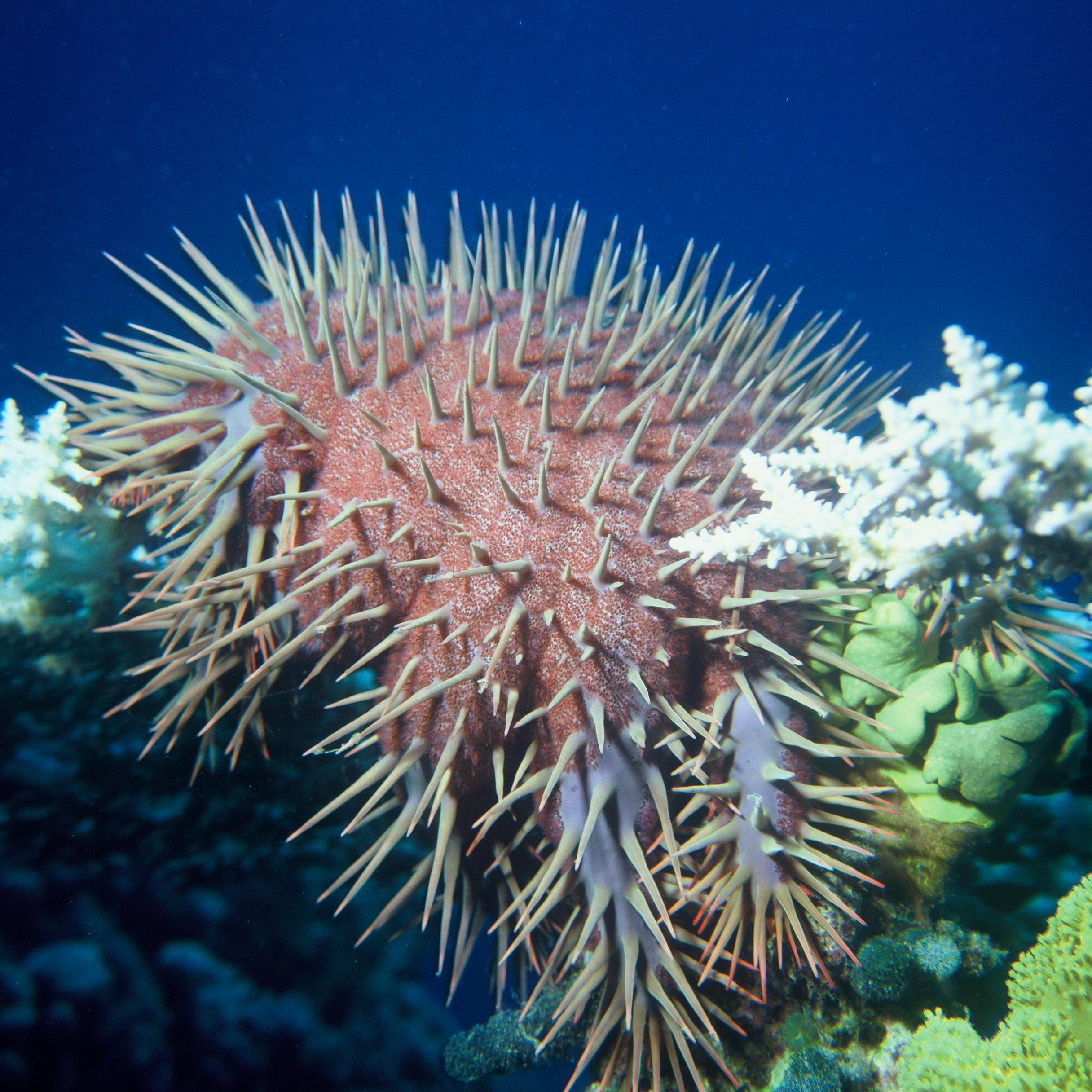
Acanthaster planci devorando Acroporas

En general, la mayor amenaza para la supervivencia de los corales es el cambio climático global, en particular el aumento de la temperatura del agua, que provoca el blanqueo de los corales, incrementa la susceptibilidad a las enfermedades, la severidad del fenómeno climático El Niño-Oscilación del Sur, y la acidificación del océano. Por otro lado, las enfermedades coralinas han emergido como una seria amenaza para los arrecifes de coral en todo el mundo y una causa mayor para el deterioro de los mismos, habiéndose incrementado notablemente en la última década. En este sentido, el creciente aumento de la temperatura del mar está incrementando dramáticamente la muerte de corales por blanqueo en todo los océanos, y las proyecciones actuales de los expertos auguran para todo el siglo XXI episodios anuales severos de blanqueo de corales en el 99% de los arrecifes de todo el mundo. De hecho, recientes estudios han constatado que en 2016 ha muerto aproximadamente el 35% de los corales en 84 áreas de las secciones norte y centro de la Gran Barrera de Coral australiana, debido al blanqueo de coral producido por el aumento de la temperatura del mar. También durante 2016, el principal arrecife de Japón, en el archipiélago de Okinawa, sufrió una decoloración por blanqueo del 70% de su extensión, y el arrecife más septentrional del mundo, situado frente a las costas de la isla japonesa de Tsushima, dónde sus aguas templadas suelen evitar episodios de blanqueo, ha sido afectado por primera vez en el 30% de su extensión, según afirma un estudio realizado en diciembre de 2016 por el Instituto Nacional de Estudios Medioambientales de Japón (NIES).
La severidad de estas amenazas combinadas para la población global de cada especie es desconocida.

## Conservación
A. austera, como todos los corales, está incluida en el Apéndice II de CITES, lo que significa que en los países firmantes de este tratado se requiere un permiso, tanto para su recolección, como para su comercio. Así mismo, partes del rango de distribución de esta especie están incluidas en áreas marinas protegidas. 
Las medidas recomendadas para la protección de esta especie incluyen la investigación en taxonomía, población, abundancia y tendencia, ecología y estado de sus hábitats, amenazas y resiliencia a las mismas, acciones de restauración; identificación, establecimiento y gestión de nuevas áreas protegidas; y gestión de enfermedades, patógenos y parásitos. La propagación artificial y las técnicas como la criopreservación de gametos pueden ser importantes para la conservación de la especie. Otra medida recomendada para esta especie es la vigilancia de las poblaciones, con el fin de controlar los efectos de la recolección de ejemplares para el comercio de acuariofilia, especialmente en Indonesia. 